# Neoraja carolinensis
Neoraja carolinensis är en rockeart som beskrevs av McEachran och Stehmann 1984. Neoraja carolinensis ingår i släktet Neoraja och familjen egentliga rockor. IUCN kategoriserar arten globalt som otillräckligt studerad. Inga underarter finns listade i Catalogue of Life.